# Three Rivers, Oregon
Three Rivers är en ort i Deschutes County i delstaten Oregon, USA.